# Cart Road
Cart Road is een census town in het district Darjeeling van de Indiase staat West-Bengalen.

## Demografie
Volgens de Indiase volkstelling van 2001 wonen er 13.701 mensen in Cart Road, waarvan 50% mannelijk en 50% vrouwelijk is. De plaats heeft een alfabetiseringsgraad van 79%.